# Petrovo polje
Petrovo polje je krško polje veličine 60 km2 koje je smješteno između planina Promine na zapadu, Svilaje na istoku, Moseća na jugu te Petrovog klanca na sjeveru. 

## Zemljopis
Poljem protječu rijeka Čikola, rijeka Vrba, kanalizirani potok Mantovac i niz manjih povremenih vodotoka i melioracijskih kanala.
Najveće i jedino urbano naselje na području Petrova polja je grad Drniš smješten na njegovom zapadnom rubu, između Moseća i Promine. Područje Petrovog polja, zbog plodnog tla u odnosu na okolna područja, dobro je naseljeno još od vremena Ilira. Naselja u Petrovom polju, od kojih neka vuku porijeklo još iz srednjeg vijeka, administrativno pripadaju gradu Drnišu i općini Ružić. Neka od njih su: Siverić i Badanj smješteni u sjeverozapadnom dijelu Petrova polja Gradac, Otavice, Mirlović polje, Parčić, Čavoglave i Kadina Glavica smještena u sjeveroistočnom dijelu, te Kričke, Umljanovići i Kljake u jugoistočnom dijelu.

## Poljoprivreda
U Petrovom polju ima ukupno 3.390 ha poljoprivredne površine, a glavna problematika koja sprječava razvoj suvremene poljoprivredne proizvodnje je rascjepkanost poljoprivrednih parcela te problematika navodnjavanja. Godišnja količina oborina u Petrovom polju iznosi 1.007 mm s nejednakim rasporedom. Najviše oborina padne zimi: 310 mm, u jesen 306, u proljeće 223, a najmanje ljeti - 157 mm. Nedostatak vode u razdoblju vegetacije (prosječno bi u periodu vegetacije trebalo osigurati 324 litre vode po m2 poljoprivredne površine) glavni je razlog što u Petrovu polju od deset godina imamo sedam nerodnih, dvije prosječno rodne, a samo jednu rodnu godinu. Ova problematika mogla bi se riješiti izgradnjom akumulacije na rijeci Čikoli. Zaštita endemske ribe Dalmatinske gaovice rezultirala je odustajanjem od izgradnje akumulacije na rijeci Čikoli u blizini naselja Umljanović, u općini Ružić.
U Petrovu polju su moguće i poplave. Najveća poplava se dogodila 13. listopada 1975. god. kad je u jednome danu palo 153,6 mm kiše. Rijeka Čikola poplavila je 1.500 ha poljoprivrednih površina. Općina Drniš proglasila je stanje elementarne nepogode, a procijenjena šteta iznosila je 77.798.213 tadašnjih dinara.
Suvremena i tržišno konkurentna poljoprivredna proizvodnja u Petrovu polju organizirana je na plantaži vinove loze Dalmacijavina, na predjelu Cecela, čije je podizanje započelo 1979., a završeno 2005. - ukupne površine 215 ha sa više od milijun čokota vinove loze. Od sorti grožđa na plantaži prevladava merlot kojem odgovara mikroklima ovog područja. Problematika povremenog viška vode riješena je tako da je prije sadnje izgrađen sistem otvorenih kanala između uređenih tabli prosječne veličine 10 ha. Postavljena je i cijevna drenaža na dubini od 80 cm, koja višak vode s tabli izvlači u otvorene kanale, a ovi u glavni kanal koji vodu odvodi u Čikolu.

## Kulturne znamenitosti
Od spomenika se ističu lokalni sakralni objekti, ostaci minareta jedne od nekadašnjih drniških džamija iz osmanskog perioda, drniška Gradina, mnogobrojne skulpture Ivana Meštrovića u gradu Drnišu te mauzolej Ivana Meštrovića u naselju Otavice.

## Povijest
Povoljan položaj i prirodne karakteristike omogućile su naseljavanje ovog područja još od prapovijesti, o čemu svjedoče brojni arheološki nalazi. Na području Petrova polja antički povijesni izvori i epigrafski spomenici zabilježili su nazive nekoliko naselja: Promona, Synodion (Sinodij) i Magnum Municipium. U okolici Sinodija , na mjestu današnje Baline glavice kraj Umljanovića, Delmati su 48./47. g. prije Krista, porazili  Rimljane predvođene Quintusom Cornificiusom i Aulom Gabinijem. Desetak godina poslije, točnije 34. godine prije Krista, Oktavijan, potonji prvi rimski car August uspio je poraziti Ilire i ovaj kraj uključiti u Rimsko carstvo. Petrovim poljem prolazila je važna magistralna cesta rimske provincije Dalmacije, koja je bila najkraća i najfunkcionalnija veza Salone, administrativnog i kulturnog središta ove provincije, s Panonijom.
Stari Rimljani ovaj prostor su nazivali Polje ili Ilirsko polje (Campus Illyricus). U srednjem vijeku naziv je bio Polje (Poglie) da bi se od 14. stoljeća počeo koristiti naziv Petrovo polje (Petrouo Poglie). Središnja naselja u srednjem vijeku u Petrovom polju su bili Brečevo (okolica današnjeg sela Gradca) te naselje smješteno oko Siverića i Badnja. Status središnjeg naselja od dolaska Osmanlija do današnjih dana preuzima Drniš. U osmanskom razdoblju Petrovo polje je imalo status administrativne jedinice – nahije, koja je osim naselja u krškom Petrovom polju obuhvaćala i naselja Trbounje i Lišnjak.
Naziv Petrovo polje, kao i ostalu sličnu toponimiju u okolici Drniša – Petrova gora (današnji Moseć), Petrovac (srednjovjekovna utvrda) i Petrov klanac neki autori povezuju s zadnjim hrvatskim kraljem narodne krvi Petrom Snačićem.
Interesantno je spomenuti, a vezano za legendu o ubojstvu hrvatskog kralja Dmitra Zvonimira, kako Chronicon breve Regni Croatiae franjevca Ivana Tomašića iz 16. stoljeća sadrži navod da je Zvonimir bio ubijen na brijegu Ceceli u Petrovu polju i pokopan na Kapitulu kod Knina.

## Vanjske poveznice
|  | Zajednički poslužitelj ima još gradiva o temi Petrovo polje |